# Casalecchio di Reno
Casalecchio di Reno (emilián nyelven Caṡalàcc’) település Olaszországban, Emilia-Romagna régióban, Bologna megyében. Lakosainak száma 35 414 fő (2023. január 1.). Casalecchio di Reno Bologna, Sasso Marconi és Zola Predosa községekkel határos.

## Népesség
A település népességének változása:
| Lakosok száma | 35 091 | 36 456 | 35 414 |
|               | 2008   | 2018   | 2023   |